# Lina van de Mars

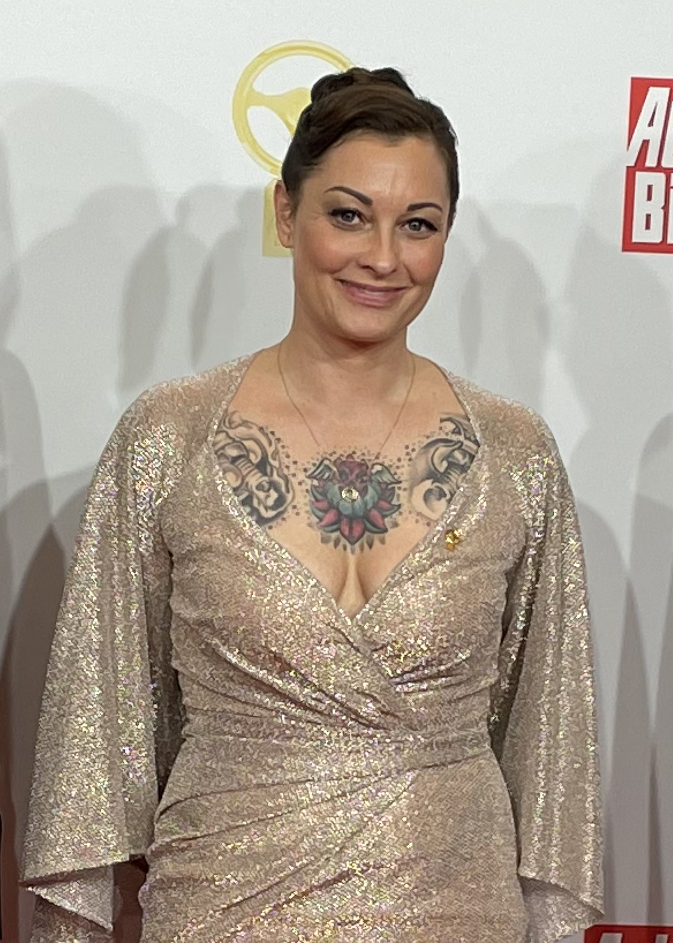
Lina van de Mars (2021)

Lina van de Mars (* 13. September 1979 in München) ist eine deutsche Fernsehmoderatorin, Motorsportlerin und Schlagzeugerin.

## Leben und Karriere
Nach bestandenem Abitur in München im Jahr 2000 zog Lina van de Mars nach Berlin, um die Band Lemonbabies als Schlagzeugerin zu unterstützen. An der Freien Universität Berlin begann sie gleichzeitig zunächst ein Magisterstudium in niederländischer und indischer Philologie sowie Kunstgeschichte. Aufgrund ihrer medialen Tätigkeiten gab sie ihr Studium im Jahre 2002 wieder auf.
Zwischen 2002 und 2003 war van de Mars zuerst als Praktikantin und anschließend als freie Mitarbeiterin für Sony BMG/Epic als Promoterin und Tourbegleiterin tätig. Während dieser Zeit arbeitete sie mit Künstlern wie MIA. (im Rahmen der Unirocker-Tour), Lorien, Goldjunge und Destiny’s Child.
Gleichzeitig begann sie im August 2002 eine Ausbildung zur Kfz-Mechanikerin, die sie im Jahr 2014 durch die Zusatzausbildung zur Kfz-Mechatronikerin erweiterte. Später arbeitete van de Mars im Rahmen der Beru TOP 10 als Mechanikerin beim Alfa Team Engstler.
Im November 2003 wurde van de Mars in ihrer damaligen Kfz-Werkstatt vom Sender DSF (heute: Sport1) als Moderationstalent entdeckt und verpflichtet. On Air war sie erstmals im Februar 2004 in der Sendung Tuning TV zu sehen, die zunächst von insgesamt drei sogenannten Tuning-Engeln moderiert wurde. Ab 2006 zeichnete van de Mars alleine für das Format als Moderatorin verantwortlich. Im selben Jahr wurde die Wahl-Berlinerin vom Sender DMAX für die Sendung Der Checker unter Vertrag genommen, die sie bis 2011 zusammen mit Alexander Wesselsky und ab 2011 als Hauptgesicht mit neuer Besetzung moderierte.
2008 stand sie gleichzeitig ein Jahr lang für das Format Die Autoprofis auf dem Sender Sport1 vor der Kamera. 2010 wurde sie zusätzlich vom Sender Kabel Eins unter Vertrag genommen, für den sie bis 2013 die Live-Übertragung von den ADAC GT-Masters zusammen mit Jan Stecker übernahm. Gleichzeitig moderierte sie auf Kabel Eins das Format ADAC Formel Masters sowie die Sendung Abenteuer Tuning.
Für Pro7 moderierte Lina von 2011 bis 2012 das Tattoo-Format Lina hilft, für das sie auch die redaktionelle Verantwortung übernahm. In den Jahren 2011 und 2012 nahm van de Mars an der TV total Stock Car Crash Challenge als Mitglied des eBay-Motors-Team teil. Von März 2012 bis März 2014 moderierte sie das Internet-Magazin TecTV.de des Vereins Deutscher Ingenieure (VDI).
2013 fuhr van de Mars, die 2008 ihre Rennlizenz erwarb, für Mercedes-Benz in einem Prototyp die Rallye „Rallye Aïcha des Gazelles“ in Marokko. Im Folgejahr bestritt sie für Opel eine komplette Rallye-Saison im ADAC Opel Rallye Cup im Rahmen der Deutschen Rallye Meisterschaft.
Seit Oktober 2014 ist van de Mars als Autoexpertin beim Sat.1-Frühstücksfernsehen zu sehen.
Van de Mars war auf Covern einiger Zeitschriften abgebildet, darüber hinaus wurden Print-Geschichten mit ihr realisiert.
2018 war Lina van de Mars das Gesicht der Azubi-Kampagne des Zentralverbandes des Deutschen Kraftfahrzeuggewerbe (ZDK). Unter #echteautoliebe motiviert sie Schüler, sich mit den Autoberufen zu beschäftigen.
2019 gründet sie ihr eigenes Offroad-Rennteam, welches durchweg aus Mechatronikerinnen besteht. Im August 2019 bestritt sie gemeinsam mit Jutta Kleinschmidt ihren ersten Einsatz bei den 24h der GORM in Polen.
2020 plante van de Mars, mit ihrem Damenteam und der Niederländerin Lisette Bakker bei der Morocco Desert Challenge anzutreten. Das Rennen wurde auf Grund der aktuellen Pandemie auf April 2022 verschoben.
2021 nahmen van de Mars und Bakker an der Baja Russia vom 7. bis 9. Februar im Norden von St. Petersburg teil. Sie traten dabei mit einem Toyota Landcruiser 200 an. Im September 2021 trat van de Mars erstmals gemeinsam mit dem Dakar-Rennteam XtremePlus aus Frankreich an der Baja Italien an.
Seit 2021 produziert van de Mars gemeinsam mit ihrem Unternehmen Vandemars Entertainment eigenständig Podcasts.

### Persönliches
Van de Mars unterstützt die Tierrechtsorganisation PETA, unter anderem mit einem Werbespot.

## Fernsehen (Auswahl)
- 1991–1992: Eurokids
- 2004–2006: Tuning TV
- 2006–2013: Der Checker
- 2008–2009: Die Autoprofis
- 2011–2012: Lina hilft
- seit 2014: Sat.1-Frühstücksfernsehen
- seit 2016: Garage Girls, (RTL2)
- seit 2017: Mein neuer Alter (RTL2)
- seit 2018: GRIP das Motormagazin[15]
- seit 2019: Nitronauten (RTLnitro)[16]
- seit 2019: Moderation des 24h-Rennen am Nürburgring[17]
- seit 2021: „Coole Typen“ der Podcast für coolekarren.com[18]

## Radio
- Seit November 2013: Moderation und Redaktion der eigenen Sendung „Mars, Cars, Stars“ auf Radio-Sender „Star FM“

## Musik (Auswahl)
- Seit 1995: Auftritte als Schlagzeugerin in diversen Bands
- 2000 bis 2002: Schlagzeugerin bei den Lemonbabies
- ca. 2002: TV-Schlagzeugerin der Band Right Said Fred
- 2002 bis 2014: Schlagzeugerin bei der Berliner Punkband Payback 5
- Sommer/Herbst 2003: Aushilfsschlagzeugerin der Kölner Band Lili
- Juni bis August 2004: TV-Schlagzeugerin der Starsearch-Gewinnerin Florence Joy
- Ende 2004: Gründung der R’n’R-Band Buddy & the Lucky Chicks
- April 2005: Einstieg als Schlagzeugerin der Band Black Velvet Voodoo, weiterhin Payback 5 und Buddy & the Lucky Chicks
- April 2006: Studioaufnahmen mit Black Velvet Voodoo
- 2006 bis 2008: Schlagzeugerin der Band Hershe
- 2007: Special Guest auf USA-Tournee der Rotten Apples
- Januar 2008: Mit Payback 5 in New York
- Februar 2008: Schlagzeugerin im Musikvideo „Girl with a Gun“ von Northern Lite
- Januar 2010: Schlagzeugerin der Band LOVIES, offizieller Song zur deutschen Rallye-Meisterschaft: „Fire & Gasoline“ – Matt Roehr feat. LOVIES
- 2011 bis 2014: diverse Gastauftritte, unter anderem für die Band „Bonaparte“ und die Elektro-Kombo „Mädlick“
- 2020: Gastauftritt als Schlagzeugerin bei Maria Voskania